# Marco Bandiera
Marco Bandiera (Castelfranco Veneto, Treviso, Veneto, 12 de juny de 1984) és un ciclista italià, professional des del 2008 fins al 2016.
En el seu palmarès destaca la primera posició en la classificació dels Traguardi Volante al Giro d'Itàlia de 2014 i 2015.

## Palmarès
- 2006
  - 1r al Trofeu Zssdi
  - 1r al Gran Premi Capodarco
- 2007
  - Vencedor d'una etapa del Giro del Veneto sub-23
  - Vencedor d'una etapa al Giro de la Vall d'Aosta

Prologue (contre-la-montre par équipes) et 3e étape du Tour de Vénétie et des Dolomites
- 2012
  - Vencedor de la classificació de la muntanya de la Volta a Turquia
- 2014
  - Vencedor de la classificació dels Traguardi Volante al Giro d'Itàlia
- 2015
  - Vencedor de la classificació dels Traguardi Volante al Giro d'Itàlia

### Resultats al Tour de França
- 2009. 145è de la classificació general

### Resultats al Giro d'Itàlia
- 2012. 140è de la classificació general
- 2014. 142è de la classificació general. 1r dels Traguardi Volante
- 2015. 155è de la classificació general. 1r dels Traguardi Volante